# アニー・リーボヴィッツ レンズの向こうの人生
『アニー・リーボヴィッツ レンズの向こうの人生』（ 原題： Annie Leibovitz: Life Through a Lens ）は、2007年にアメリカのTV番組「American Masters」で放送されたドキュメンタリー。
写真家アニー・リーボヴィッツの人生を描く。
監督は、アニー・リーボヴィッツの妹、バーバラ・リーボヴィッツ。

## キャスト
- アニー・リーボヴィッツ
- ヨーコ・オノ
- デミ・ムーア
- キース・リチャーズ
- アナ・ウィンター
- ヒラリー・クリントン
- ミック・ジャガー
- アーノルド・シュワルツェネッガー
- ウーピー・ゴールドバーグ
- パティ・スミス
- ミハイル・バリシニコフ
- ベット・ミドラー
- ロザンヌ・キャッシュ
- マーク・モリス
- グレイドン・カーター
- グロリア・スタイネム
- ジャン・ウェナー